# Veendijk (Westerwolde)
Veendijk is een buurtschap in de gemeente Westerwolde in het oosten van de provincie Groningen. De streek ligt langs een dijk die vanaf het B.L. Tijdenskanaal tot aan de Duitse grens loopt.
Dorpen: Barnflair · Bellingwolde · Blijham · Bourtange · Jipsingboertange · Oudeschans · Over de Dijk · Sellingen · Ter Apel · Ter Apelkanaal · Veelerveen · Vlagtwedde · Vriescheloo · Wedde · Wedderheide · Zandberg (deels)

Buurtschappen: Agodorp · Borgertange · Borgerveld · Bovenstreek · De Bouwte · De Bruil · De Bult · Den Ham · De Heemen · De Lethe · De Maten · De Oerde · De Straat (Engelkes) · Draaijerij · Ellersinghuizen · Hanetange · Harpel · Hoorn · Hoornderveen · Jipsingboermussel · Jipsinghuizen · Kielhuppen · Klein-Ulsda · Klontjebuurt · Koudehoek · Lammerweg · Laude · Lauderbeetse · Lauderzwarteveen · Laudermarke · Leemdobben · Lieskemeer · Loosterheide · Lutje Ham · Lutjeloo · Morige · Munnekemoer · Nienoordstreekje · Oosteinde · Overdiep · Pallert · Plaggenborg · Poldert · Renneborg · Rhederbrug · Rhederveld · Rijsdam · Roelage · 't Schot · Sellingerbeetse · Sellingerzwarteveen · Slegge · Stakenborg · Stobben · Ter Borg · Ter Haar · Ter Walslage · Ter Wisch · Tjabbesstreek · Veele · Veendijk · Veerste Veldhuis · Verbindingsweg · Vlagtwedder-Veldhuis · Vogelzang · Voorwold · Wedderbergen · Wedderveer · Weende · Weite · Wessingtange · Westeind · De Westert · Winschoterhogebrug (deels) · Winschoterzijl (deels) · Wollingboermarke · Wollinghuizen · Zuidveld · Zandstroom

Groningen: Steden en dorpen      Nederland: Provincies · Gemeenten